# 辰巳第二パーキングエリア

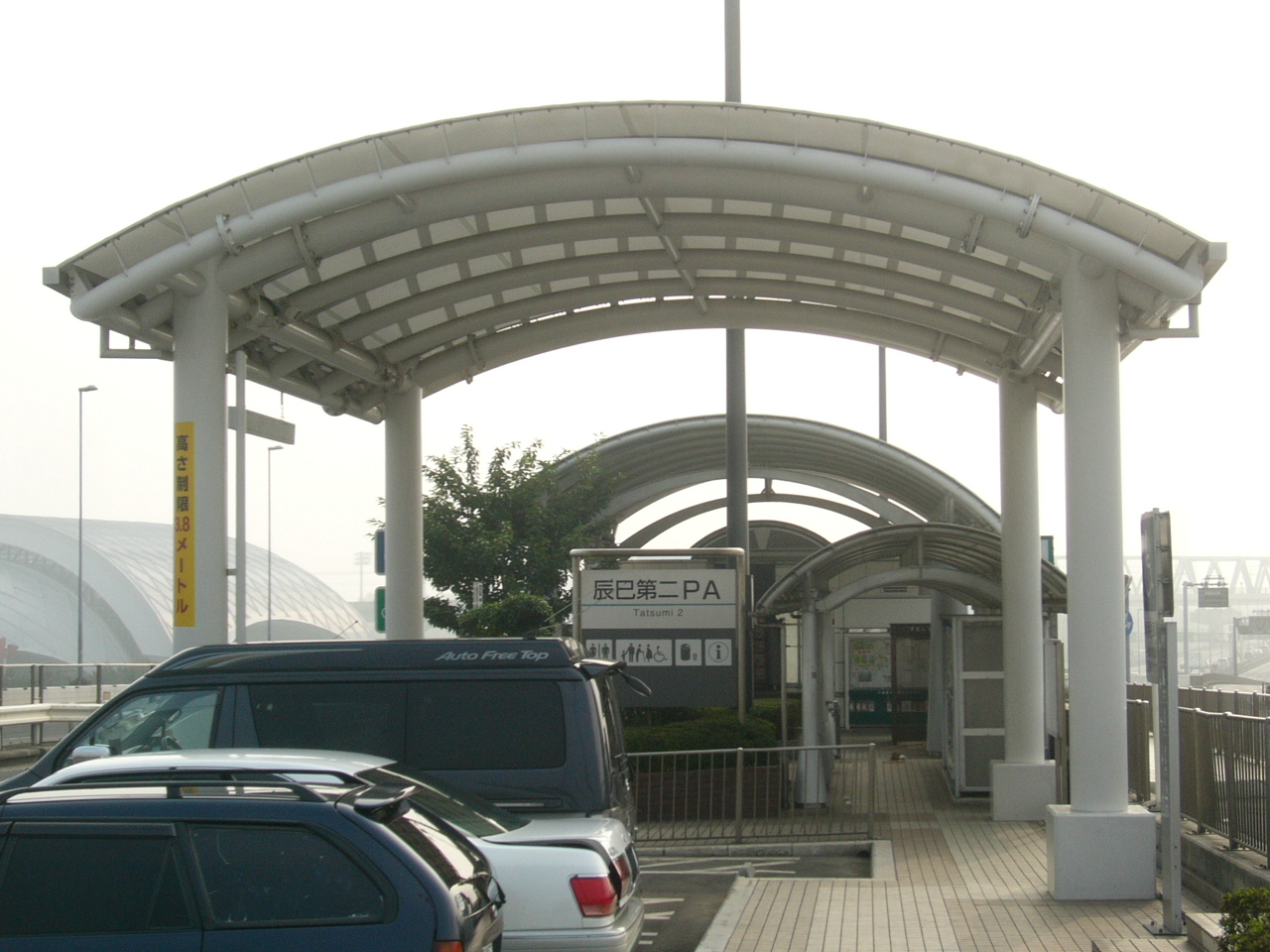
辰巳第二PA（2006年8月撮影）

辰巳第二パーキングエリア（たつみだいにパーキングエリア）は、東京都江東区の首都高速道路9号深川線上にあるパーキングエリア
である。
1991年（平成3年）10月22日供用開始。辰巳ジャンクション内に位置しており、首都高速湾岸線葛西方面から9号深川線上り線（箱崎方面）に向かう車両のみ利用できる。

## 道路
- 首都高速9号深川線

## 施設

### 上り線（箱崎方面）
所在地：東京都江東区辰巳三丁目2番11号
- 駐車場
  - 小型 18台
  - 大型 3台
  - 身障者用 1台
- トイレ
  - 男 大3(洋式3)、小6
  - 女 5 (洋式5)
  - 身障者用 1
- 自動販売機

## 隣
首都高速9号深川線
(906)枝川出口 - 辰巳JCT/辰巳第一PA/辰巳第二PA